# ドラコペルタ
ドラコペルタ（Dracopelta）は中生代ジュラ紀後期にポルトガル西部に生息していた草食恐竜の属の一つ。装盾亜目 - 曲竜下目 - ノドサウルス科に属する。1980年命名。
全長約2m。4足歩行で5種類の装甲をもっていた。ジュラ紀に生息していた曲竜の初期グループのなかではもっとも保存状況が良かった。ジュラ紀に曲竜が少なかったのは、えさとなるたけの低い植物が少なかったことが原因と考えられる。